# پس‌افت اندازه‌گیری
پس افت اندازه‌گیری بر دو نوع است:

## تعویقی
در این حالت پاسخ ابزار درست پس از بروز تغییر در کمیت اندازه‌گیری شونده شروع می‌شود.

## تأخیر زمانی
در این حالت پاسخ سیستم پس از یک زمان مرده یعد از اعمال ورودی شروع می‌شود.
این نوع پس افت‌ها بسیار کوچک و از مرتبۀ کسری از ثانیه هستند که قابل چشم پوشی است. اما وقتی این سیستم‌ها در معرض ورودی‌های باتغییر دوره‌ای قرار می‌گیرند، عملکرد اسباب‌ها با زمان مرده معمولاً رضایت بخش نیست. اگر کمیت اندازه‌گیری شونده با آهنگ سریعی تغییر کند، زمان مرده اثر مخالف شدیدی بر عملکرد اسباب خواهد گذاشت.